# Усы (Татарстан)
Усы́ (тат. Усы) — село в Актанышском районе Республики Татарстан Российской Федерации. Входит в Усинское сельское поселение.

## География
Село находится в Восточном Закамье, в бассейне реки Базяна. Расположено в 28 км к юго-западу от районного центра, села Актаныш.

## История
В XVIII–XIX веках жители относились к сословиям башкир-вотчинников (Мушугинской тюбы Булярской волости). Подворная перепись 1912—1913 годов зафиксировала проживание в деревне также башкир-припущенников.
По «Сведениям 1870 года», в деревне работала водяная мельница, действовали мечеть и мектеб.
До 1866 года селение входило в Мушугинскую тюбу Булярской волости. 

## Население
| 1795 | 1816 | 1834 | 1859 | 1870 | 1884 | 1897 | 1906 | 1913 | 1920 | 1926 | 1938 | 1949 | 1958 | 1970 | 1979 | 1989 | 2002 | 2010 | 2015 |
| ---- | ---- | ---- | ---- | ---- | ---- | ---- | ---- | ---- | ---- | ---- | ---- | ---- | ---- | ---- | ---- | ---- | ---- | ---- | ---- |
| 266  | 201  | 260  | 734  | 756  | 1033 | 1110 | 1249 | 1364 | 1235 | 866  | 897  | 622  | 545  | 628  | 542  | 364  | 344  | 308  | 280  |

Национальный состав
Согласно результатам переписи 2002 года, в национальной структуре населения села татары составляли 100%.

### Комментарии
1. ↑  Расстояние измерено с помощью инструментария Яндекс.Карты
2. ↑  души мужского пола
3. ↑  души мужского пола
4. ↑  души мужского пола